# Roerslev Sogn
Roerslev Sogn er et sogn i Middelfart Provsti (Fyens Stift).
I 1800-tallet var Roerslev Sogn anneks til Asperup Sogn. Begge sogne hørte til Vends Herred i Odense Amt. Asperup-Rorslev sognekommune blev ved kommunalreformen i 1970 indlemmet i Nørre Aaby Kommune, som ved strukturreformen i 2007 indgik i Middelfart Kommune.
I Roerslev Sogn ligger Roerslev Kirke.
I sognet findes følgende autoriserede stednavne:
- Blanke (bebyggelse, ejerlav)
- Roerslev (bebyggelse, ejerlav)